# Toxorhynchites
Toxorhynchites Theobald, 1901 è un genere di insetti appartenente alla famiglia Culicidae, sottofamiglia Culicinae. È l'unico genere della tribù Toxorhynchitini.
A differenza di diversi insetti appartenenti all'ordine dei ditteri, le femmine del genere Toxorhynchites non sono ematofaghe, ossia non hanno bisogno di succhiare il sangue da vertebrati per ricavare le proteine necessarie allo sviluppo embrionale della larva.
Il genere Toxorhynchites comprende circa 100 specie.

## Ciclo vitale
Le larve possono svilupparsi sia in ambiente acquatico che terrestre.
La loro alimentazione consiste in larve di altri ditteri.
Dopo una serie di accrescimenti le larve subiscono una mutazione completa, che la porta alla fase adulta.

## Caratteristiche morfologiche
La morfologia esterna di questi insetti ricorda moltissimo quella dei loro parenti ematofagi: 
- Il capo è piccolo e in molte specie dotato di apparato succhiatore, ma non pungente.
- L'addome è allungato
- Le zampe sono sproporzionalmente lunghe e fragili, molto più della media degli altri ditteri (questo adattamento sembra essere dovuto al fatto che questi insetti sono ghiotte prede di moltissimi uccelli. Se presa male la zampa dell'insetto si spezza lasciandolo libero di fuggire via).
- Le ali sono anch'esse lunghe è fragili, e non consentono un volo rapido, max 2-3 km/h

## Alimentazione
Le femmine del genere Toxorhynchites non sono ematofaghe, lo sviluppo embrionale della larva avviene anche senza l'apporto proteico fornito dal sangue dei vertebrati.
Le larve tendono ad essere predatrici, nutrendosi di larve di altri ditteri, mentre gli adulti presentano una diversità di alimentazioni, anche se non sono pochi i casi di specie predatrici di altri ditteri.
Questo rende questi insetti estremamente interessanti al fine della lotta biologica agli altri ditteri.

## Tassonomia
Il genere comprende le seguenti specie:
- Sottogenere Afrorhynchus

- T. aeneus
- T. angolensis
- T. brunhesi
- T. erythrurus
- T. fontenillei
- T. grjebinei
- T. helenae
- T. kaimosi
- T. lemuriae
- T. lutescens
- T. madagascarensis
- T. nairobiensis
- T. pauliani
- T. ruwenzori
- T. viridibasis

- Sottogenere Ankylorhynchus

- T. catharinensis
- T. hexacis
- T. purpureus
- T. trichopygus

- Sottogenere Lynchiella

- T. bambusicola
- T. cavalierii
- T. gerbergi
- T. grandiosus
- T. guadeloupensis
- T. haemorrhoidalis
- T. mariae
- T. portoricensis
- T. pusillus
- T. rizzoi
- T. rutilus
- T. solstitialis
- T. theobaldi
- T. violaceus

- Sottogenere Toxorhynchites

- T. acaudatus
- T. albipes
- T. amboinensis
- T. angustiplatus
- T. ater
- T. auranticauda
- T. aurifluus
- T. auripes
- T. barbipes
- T. bengalensis
- T. bickleyi
- T. brevipalpis
- T. camaronis
- T. capelai
- T. christophi
- T. coeruleus
- T. dundo
- T. edwardsi
- T. evansae
- T. funestus
- T. gigantulus
- T. gravelyi
- T. indicus
- T. inornatus
- T. kempi
- T. klossi
- T. leicesteri
- T. lewisi
- T. macaensis
- T. magnificus
- T. manicatus
- T. manopi
- T. metallicus
- T. minimus
- T. nepenthicola
- T. nepenthis
- T. nigripes
- T. okinawensis
- T. pendleburyi
- T. phytophagus
- T. quasiferox
- T. rajah
- T. ramalingami
- T. raris
- T. richenbachi
- T. rodhaini
- T. speciosus
- T. splendens
- T. sumatranus
- T. sunthorni
- T. towadensis

- Nomen dubium

- T. aequatorianus